# Natació als Jocs Olímpics d'estiu de 1904 - 880 iardes lliures
La prova de les 880 iardes lliures fou una de les que formà part del programa de natació que es disputà als Jocs Olímpics de Saint Louis de 1904.
Aquesta fou la primera i única vegada que es duia a terme aquesta prova dins el programa dels Jocs Olímpics.
Hi van prendre part 6 nedadors procedents de 4 països.

## Medallistes
| Or                | Plata                | Bronze          |
| Emil Rausch (GER) | Francis Gailey (USA) | Géza Kiss (HUN) |

## Resultats
| Posició | Nom                       | Temps     |
| ------- | ------------------------- | --------- |
| Or      | Emil Rausch (GER)         | 13' 11.4" |
| Plata   | Francis Gailey (USA)      | 13' 23.4" |
| Bronze  | Géza Kiss (HUN)           |           |
| 4.      | Edgar Adams (USA)         |           |
| 5.      | Henry Jamison Handy (USA) |           |
| 6.      | Otto Wahle (AUT)          | NF        |

NF - No finalitza